# Rayan Cherki
Mathis Rayan Cherki (Lyon, 17 de agosto de 2003) é um futebolista francês que atua como meia-atacante. Atualmente, joga no Manchester City.

## Carreira

### Categorias de Base
Inicialmente o jogador começou sua carreira nas categorias de Base do modesto AS Saint-Priest dos 5 aos 7 anos. Após esses anos, rumou à Lyon para assinar com o clube local.
Rayan chegou às categorias de base do Lyon em 2010 e por lá ficou e evoluiu futebolisticamente a ponto de conseguir, aos 15 anos, assinar seu primeiro contrato profissional com a equipe francesa em 7 de julho de 2019.
Em 2018, o jogador estreou na Liga Jovem da UEFA de 2018-19 marcando um gol contra o time de base do Manchester City e ajudou os franceses a vencerem o jogo por 4–1. Assim, tornou-se o jogador mais jovem a entrar em campo em uma partida da Youth League.
A equipe permaneceu na competição, mas só atingiu o posto de titular na segunda metade dela, ainda que não conseguisse mais contribuir com tentos. O Lyon, então, foi eliminado nas quartas de final pelo Barcelona.
Mas foi na edição seguinte que Cherki chamou a atenção mundialmente ao fazer quatro gols nos primeiros três jogos de Liga Jovem da UEFA. No futuro, deixou de estar presente em alguns jogos, pois já havia estreado com o time principal, mas retornou em março de 2020 para disputar aquele que seria seu último jogo pela Youth League: um empate em 3–3 contra a Atalanta. Nos 90 minutos que esteve em campo, o francês estufou as redes da equipe italiana nos acréscimos do segundo tempo e levou o Lyon às penalidades, onde também vencera o guarda-redes adversário em uma cobrança. A equipe classificou-se, mas foi eliminada nas quartas ao Red Bull Salzburg.
Suas grandes atuações pelas equipes de Base, e profissional, fizeram com que o Real Madrid e o Manchester United buscassem a contratação do craque franco-argelino. A mídia espanhola já traçava comparações com outro craque de descendência argelina, Karim Benzema, e aumentava a expectativa na jovem promessa do Lyon. Todavia, aos 16 anos, Cherki renovou seu contrato até 2023 e afastou o interesse dos Red Devils e de Zinédine Zidane para uma negociação.
Após seu primeiro ano como profissional, Cherki conversou com a mídia do clube e respondeu algumas perguntas sobre sua carreira até aquele momento. Ao ser perguntado sobre como administra a pressão que recebia mesmo tendo apenas 16 anos, o jogador afirmou que não sentia isso:
| “                                                                | Encaro isso tranquilamente, minha família me ajuda. É apenas futebol, é o que eu mais amo fazer em toda a minha vida. Eu não sinto toda essa pressão e me dedico ao máximo independentemente da categoria em que jogo. | ” |
| — Cherki sobre não sentir pressão jogando pelo Lyon aos 16 anos. | |   |

### Lyon

#### 2019–20
Estreou pela equipe profissional em 19 de outubro de 2019, aos 16 anos, no empate por 0–0 contra o Dijon pela Ligue 1. Tornou-se o primeiro jogador nascido em 2003 ou depois a disputar um jogo da Ligue 1.

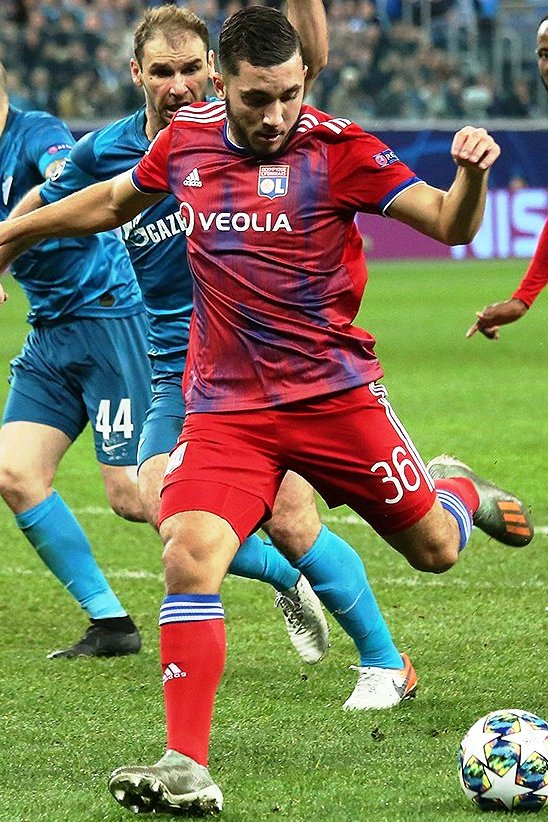
Rayan pela Liga dos Campeões em 2019.

Sua primeira temporada no Campeonato Francês, no entanto, foi pouco regular e inconstante. Apesar das expectativas, o treinador Rudi Garcia optou por ser paciente com o atleta e o utilizou em apenas seis jogos, deixando que o jovem tivesse uma participação mais ativa na Copa da França. Em 2021, os dois se elogiaram bastante e o treinador elogiou a evolução do atleta:
| “                                                 | É um rapaz que possui muita capacidade. Ele ainda é muito jovem e deve aprender algumas coisas. Ele consegue usar os dois pés e pode jogar em várias posições. Ele possui muita vontade, vive e come futebol. Ele devia até desligar um pouco disso. É bom falar com ele, é um apaixonado pela profissão. [...] É mais fácil de colocá-lo quando precisamos de um gol. Ele cresceu bastante envolvendo o trabalho defensivo e isso dá garantias para o treinador. | ” |
| — Rudi Garcia sobre a evolução de Cherki no Lyon. | |   |

Em 4 de janeiro de 2020, Cherki marcou seu primeiro gol como substituto na vitória por 7–0 sobre o Bourg-en-Bresse pela Copa da França, tornando-se o jogador mais jovem a marcar um gol pelo Lyon, aos 16 anos e 140 dias, superando o recorde de Laurent Sevcenko (16 anos e 289 dias). No jogo seguinte, foi novamente avassalador e participou diretamente de todos os quatro gols da equipe na partida diante o Nantes.
No primeiro minuto de jogo, recebeu um passe de Moussa Dembélé e abriu o placar. Aos nove minutos, repetiu o ato e ampliou o placar para 2–0. Futuramente, deu duas assistências para Martin Terrier e Dembélé ampliarem o placar e auxiliarem no placar de 4–3. Futuramente, o atleta afirmou que essa tinha sido sua melhor performance individual no clube:
| “                                        | Vou guardar os momentos positivos, os momentos de alegria que passei com meus companheiros. É o mais importante. Espero que a próxima temporada seja melhor ainda... Me recordo da partida contra o Nantes. Foi a minha exibição mais completa e fico orgulhoso. Me tornar o jogador mais jovem a marcar com a camisa do OL era um dos meus objetivos. Isso ficará guardado na minha memória. | ” |
| — Cherki sobre seu jogo contra o Nantes. | |   |

Cherki não pôde obter nenhum título em sua época de estreia, mas conseguiu participar de todas as competições possíveis, incluindo sua estreia na Liga dos Campeões em uma derrota por 2–0 diante o Zenit. Seu segundo, e último, jogo na competição ocorreu na semifinal para o Bayern, onde foram eliminados pelo placar de 3–0.

#### 2020–21
Cherki passou a ser utilizado com frequência a partir dessa temporada. Garcia optou por usá-lo essencialmente pelo lado direito do ataque francês, mas o inexperiente jogador não conseguia fazer o sucesso dos tempos de base dentro da Ligue 1. Desse modo, o jogador marcou apenas um gol, o da vitória em um jogo que terminou 3–2 para sua equipe diante o Monaco.
O jovem jogador ainda tivera um mal momento na 13ª rodada do Campeonato, onde, mesmo jogando apenas 11 minutos, foi expulso nos acréscimos do segundo tempo após fazer uma falta grave em um jogador do FC Metz.
Seus principais jogos ocorreram novamente em partidas da Copa da França. Lá, estreou marcando um gol diante o Athletic Club Ajaccien seguido de um novo doblete na segunda partida dele, dessa vez contra o FC Sochaux. Sem Cherki em campo, o Lyon foi derrotado pelo Monaco nas quartas de final e não conseguiram disputar por mais nenhum título na época.

#### 2021–22
A nova época do jogador foi marcada por um momento ainda mais conturbado. Inicialmente, a equipe havia abdicado dos serviços de Rudi Garcia e contratou Peter Bosz para assumir o seu cargo. Sob o comando do neerlandês, Rayan ainda não rendia positivamente atuando pelas duas pontas de ataque na Ligue 1, mas foi ao ser centralizado, em uma função de Meia-atacante, que o jogador teria seus melhores momentos no futuro.[carece de fontes?]
Apesar de não ter marcado nenhum gol na Liga, o francês tivera um desempenho muito melhor na Liga Europa da UEFA, onde participou de gols em praticamente todos os jogos que esteve em campo. Nas partidas diante Brøndby IF e AC Sparta Praha, o jogador tratou de dar uma assistência para seus companheiros ajudarem na conquista dos três pontos. Diante o Rangers, Cherki deu um cruzamento rasteiro em direção a um colega de equipe, mas Calvin Bassey pôs o pé e desviou a pelota para dentro do gol dos escoceses, o que culminou em um gol contra e fechou o placar em 1–1.
Sua melhor partida, contudo, ocorreu no segundo jogo contra o Brøndby. Após o placar ser aberto pelos donos da casa aos 50 minutos, Cherki não apenas empatou o jogo, mas marcou o segundo gol na sequência. Islam Slimani, atacante do time francês, fechou o placar em 3–1.
A campanha do jogador nas competições foi interrompida quando ele sofreu uma grave lesão no metatarso, em fevereiro de 2022, aos 18 anos em uma partida diante o Monaco. Desse modo, perdeu as próximas partidas da Ligue 1 e só retornou na próxima época após um tratamento de vários meses.

#### 2022–23
Disponível novamente no plantel do Lyon, o jogador voltou aos gramados em partidas oficiais já na estreia da Ligue 1. Contudo, sua participação, ainda sob o comando de Peter, não era frequente e o jogador sequer atuava como titular, tendo feito isso somente na rodada 11, uma antes do neerlandês ser demitido. Apesar dos minutos reduzidos, o jogador ainda conseguiu chegar na marca de três assistências, todas advindas de um cruzamento para dentro da área.
Posteriormente, Laurent Blanc assumiu o Lyon e continuou a ideia de Bosz de colocá-lo como meia-atacante. Desse modo, o jogador tivera uma significativa melhora, performando também por mais minutos, e viu o jovem jogador fazer sua melhor temporada até o momento: cinco gols em 39 partidas. Mesmo sem nenhum título, a equipe conseguiu rumar à semifinal da Copa da França, onde o atleta marcou um gol nas oitavas contra o LOSC Lille.
Cherki elogiou o treinador experiente e afirmou, em entrevista, que nunca tinha tido um relacionamento daquela forma com nenhum treinador que já tivera:
| “                             | Ele me disse que eu era estúpido, que eu deveria ter marcado o gol do ano (na 36ª rodada, diante o Monaco). Ele não está errado. Ele é muito exigente comigo, mas é para o meu próprio bem. Temos um relacionamento que nunca tive com outro treinador. É isso que me traz mais felicidade e a vontade de dar tudo pelo time. As palavras duras dele? Claro que aceito. Não sei por quê, mas as pessoas costumam me rotular como um cara sem padrões, mesmo que não seja o caso. Eu tenho padrões tão altos para mim quanto para o treinador. Não sei por que tantas coisas são ditas sobre mim. Faço tudo o que posso para provar que estão errados. Quando o treinador fala, levo tudo ao pé da letra e quero mostrar a ele que ele estava errado quando diz coisas um pouco menos boas. | ” |
| — Cherki sobre Laurent Blanc. | |   |

#### 2023–24
Apesar da melhor do jogador, Cherki não viu o treinador permanecer na equipe francesa após apenas quatro rodadas – com três derrotas e um empate. Assim, despediu-se do experiente comandante e viu o clube transitar por nomes como Fabio Grosso e Jean-François Vulliez até firmar-se com Pierre Sage na 14ª rodada da Ligue 1.
Foi somente com Sage que o atleta pôde finalmente marcar seu único gol no Campeonato Francês, mas o time estava em uma ativa briga contra o rebaixamento no momento que ele assumiu. Assim, conquistando pontos importantes, Rayan contemplou o time subir à 6ª posição com 53 pontos.
Cherki também viu a equipe fazer uma campanha muito sólida na Copa da França, onde a equipe só perdeu a decisão diante o PSG. Na campanha, o francês aplicou dois gols e três assistências.
Nessa temporada, o francês não tivera muitos tentos (3), mas destacou-se com suas 9 assistências e provou ser um grande contribuidor para o ataque da equipe. Cientes da sua qualidade técnica, o clube decidiu por renovar o contrato do jogador em setembro de 2024. Agora o vínculo entre ambos duraria até o fim da temporada 2025–26.

#### 2024–25

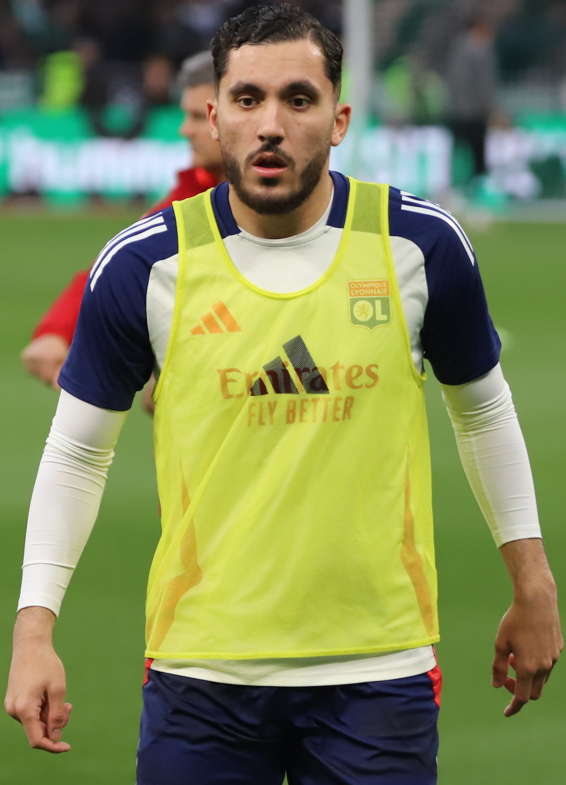
Cherki pelo Lyon em 2025.

O início de temporada do jogador foi conturbado. Antes mesmo de começar a temporada nova, o empresário estadunidense John Textor buscou fazer uma renovação de contrato com o jogador para que seu vinculo fosse estendido para algo além da próxima época. No entanto, os empresários do jovem jogador, de acordo com o proprietário do clube, dificultavam as negociações e impediam que o acordo fosse selado. Isso levou Textor a fazer uma publicação em seu Instagram para reclamar da atitude deles, mas veio a apagá-la em seguida.
Em sua nova temporada, Cherki iniciou apenas na 5ª rodada da Ligue 1 de 2024–25 fazendo um gol na derrota por 3–2 contra o Olympique de Marseille. Ao longo da época nessa competição, o atacante viria a fazer apenas mais dois gols até a demissão de Pierre em janeiro de 2025.
Ao assumir Paulo Fonseca, Cherki também tivera um aumento em seu número de assistências. O francês passou a contribuir com muitos passes e tentos nos primeiros jogos do segundo turno, chegando a marca de 13 participações diretas com o português apenas na Liga Francesa. Entre seus principais momentos, destaca-se as duas assistências e uma bola na rede em uma goleada por 4–0 contra o Reims na 21ª jornada.
Desse modo, Cherki concluiu a temporada com oito gols e 11 assistências na Liga, o que o fizera ser o jogador com mais passes a gol no Campeonato Francês. Ao fim da Liga, o jogador foi nomeado para o Time Ideal da Ligue 1 como meio-campista, ainda que tenha feito alguns jogos como ponta direita. Dos 11 jogadores, apenas Rayan e Lucas Chevalier (do Lille) integraram a equipe sem serem atletas do campeão Paris Saint-Germain Football Club.
Rayan tivera uma participação tímida na Copa da França de Futebol. Em dois jogos, o jogador deu apenas uma assistência na eliminação, vinda nas penalidades, contra o FC Bourgoin-Jalieu. Contudo, teve um momento mais positivo na Liga Europa da UEFA; em sua estreia, fez um gol diante o Olympiacos FC, seguido de duas assistências na virada do Lyon diante o Rangers por 4–1.
Futuramente, o jogador continuara a ter mais participações em gols nos jogos de Liga Europa. Na 6ª rodada, participou diretamente de todos os três gols (com duas assistências e um tento) na vitória por 3–2 diante o Frankfurt. Assim que o clube rumou às oitavas, deu duas assistências em cada um dos dois jogos contra o Fotbal Club FCSB e classificou a equipe para disputar às quartas contra o Manchester United.
Lá, o jogador tivera uma das partidas mais importantes da carreira. No jogo de ida, a equipe estava perdendo por 2–1 até os acréscimos do segundo tempo, mas coube a Rayan surgir no fim e igualar o marcador. Seu grande jogo levou o próprio United e outras grandes equipes, no futuro, a observarem o exímio atacante francês.
Na partida de volta, no entanto, o time de Ruben Amorim conseguiu uma épica virada. Após abrirem o marcador e ampliarem ainda no primeiro tempo, Corentin Tolisso e Nicolás Tagliafico empataram o placar na segunda etapa em um intervalo de pouco mais de cinco minutos. Na prorrogação, Rayan deixou o placar em 3–2; e Alexandre Lacazette parecia dar números finais com um 4–2. Mas aos 114 minutos, o capitão lusitano Bruno Fernandes descontou apenas seis minutos antes de Kobbie Mainoo empatar o placar. No minuto seguinte, já nos acréscimos, Harry Maguire acerta uma cabeçada que culmina no último gol do jogo e na classificação heroica dos Red Devils à semifinal.
Apesar de ter sido eliminado, o jogador deixou a competição com bons números. Em 12 jogos, conseguiu marcar quatro vezes e deu oito assistências – liderando o ranking de passes a gol durante o período em que participou da competição.
Quando a competição terminou, Cherki permaneceu o líder em assistências e ainda recebeu o prêmio de Melhor Jogador Jovem; e integrou, dessa vez como ponta direita, o Time da Temporada da Liga Europa.
Ao final da temporada, Cherki se firmou como o principal jogador do time. Em 44 jogos, chegou a marca de 12 gols e 20 assistências em todas as competições disputadas. Seu destaque havia sido tremendo, ele era o atleta sub-23 com mais participações em gols na época de Ligue 1 e seu nome era frequentemente ligado a outros clubes europeus. Em fevereiro de 2025, na segunda janela de transferências da temporada, John Textor recusou uma proposta de 22 milhões de euros vindas do Borussia Dortmund pelo atacante.
Em sua última partida no Campeonato, Cherki deu uma entrevista em tom de despedida:
| “                                                               | Penso que esse foi meu último jogo pelo Lyon. Mas estou prudente porque ei aquilo que passei no verão passado. Não foi uma época fácil, fui muito criticado internamente. Falaram muito mal dos meus empresários, embora eu seja o único que toma as minhas decisões. Vou ver onde o vento me leva, estou orgulhoso do que fiz pelo Lyon. Comecei a temporada no fundo do poço, embora nunca tenha traído o clube, dei tudo por este emblema. Agradeço a todos no clube, desde o treinador, aos meus companheiros e todos os elementos do clube, mesmo o presidente John Textor, apesar de tudo. São 14 anos de anos de paixão, 14 anos de determinação, estou orgulhoso de mim mesmo. Não me esqueci de ninguém, nem de Jean-Michel Aulas (antigo presidente), nem de John Textor. Obrigado a todos, aos treinadores que vi entrar e sair do clube. Tenho uma palavra a dizer aos adeptos: tomem os futuros jovens sob a vossa proteção, é graças a vocês que eles vão querer deixar sua marca no clube. Aconteça o que acontecer, eu voltarei. | ” |
| — Rayan em sua entrevista pós-jogo na última rodada da Ligue 1. | |   |

O francês então estaria deixando o clube após 14 anos ligados a ele. Nesse tempo, atuou por 185 partidas com o clube principal e por lá fizera 29 gols e 45 assistências.
Após todos os jogos do Lyon serem concluídos, Rayan foi convocado pela primeira vez em sua carreira para representar a Seleção Francesa de Futebol. Na ocasião, o jogador de 21 anos integrou o elenco para disputar as semifinais da Liga das Nações da UEFA de 2024–25.

### Manchester City
Em 10 de junho de 2025, o Manchester City anunciou a contratação de Rayan Cherki. O negócio foi fechado em 40 milhões de euros, cerca de R$ 255 milhões.

## Seleção Francesa

#### Categorias de Base
Cherki começou a frequentar as seleções de Base da França em 2018, quando foi convocado a servir no Sub-16. Posteriormente, também transitou pelo clube sub-19 antes de destacar-se demasiadamente no sub-20 e sub-23.
No time sub-21, foi um dos grandes nomes que ajudaram os franceses a chegarem na disputa do Campeonato Europeu de Futebol Sub-21 de 2023. No último jogo da Fase de Grupos, contra a Suíça, marcou seu primeiro tento na competição. No jogo seguinte, abriu o placar contra os ucranianos, mas eles viraram o jogo para 3–1 e impediram os franceses de seguirem na competição.

#### Olimpíadas 2024
Após temporadas de destaque e participações nas Seleções de Base, Thierry Henry optou por convocar Cherki para disputa dos Jogos Olímpicos de Verão de 2024, na França. Na competição, o jogador foi majoritariamente reserva, participando de apenas três jogos. Os franceses foram à final, mas viram os espanhóis conseguirem o Ouro Olímpico após vencerem o jogo por 5–3 na prorrogação.

### França
O jogador atuava frequentemente pelo Olympique Lyonnais, mas nenhum de seus jogos e épocas fazia com que ele recebesse alguma atenção do treinador Didier Deschamps. Desse modo, por conta de sua descendência argelina, o próprio cogitou defender a Argélia; porém, foi convocado em 21 de maio de 2025 para representar a Seleção Francesa de Futebol pela primeira vez em sua carreira; ele estaria em campo na semifinal da Liga das Nações da UEFA de 2024–25. Na época, Cherki havia feito uma ótima temporada, pois chegou a marca de 12 gol e 20 assistências em 44 jogos na campana de 2024–25. 

## Estatísticas
Atualizado até 13 de fevereiro de 2023.

### Clubes
| Equipe            | Temporada         | Campeonato nacional | Campeonato nacional | Copa nacional | Copa nacional | Competições continentais | Competições continentais | Total | Total |
| Equipe            | Temporada         | Jogos               | Gols                | Jogos         | Gols          | Jogos                    | Gols                     | Jogos | Gols  |
| ----------------- | ----------------- | ------------------- | ------------------- | ------------- | ------------- | ------------------------ | ------------------------ | ----- | ----- |
| Lyon II           | 2019–20           | 10                  | 5                   | —             | —             | —                        | —                        | 10    | 5     |
| Lyon II           | 2020–21           | 1                   | 0                   | —             | —             | —                        | —                        | 1     | 0     |
| Lyon II           | 2021–22           | 1                   | 0                   | —             | —             | —                        | —                        | 1     | 0     |
| Lyon II           | Total             | 12                  | 5                   | —             | —             | —                        | —                        | 12    | 5     |
| Lyon              | 2019–20           | 6                   | 0                   | 5             | 3             | 2                        | 0                        | 13    | 3     |
| Lyon              | 2020–21           | 27                  | 1                   | 3             | 3             | —                        | —                        | 30    | 4     |
| Lyon              | 2021–22           | 16                  | 0                   | —             | —             | 4                        | 2                        | 20    | 2     |
| Lyon              | 2022–23           | 20                  | 3                   | 3             | 1             | —                        | —                        | 23    | 4     |
| Lyon              | Total             | 69                  | 4                   | 11            | 7             | 6                        | 2                        | 86    | 13    |
| Total na carreira | Total na carreira | 81                  | 9                   | 11            | 7             | 6                        | 2                        | 98    | 18    |

## Títulos

#### Seleção Francesa Sub-23
- Jogos Olímpicos de Verão 2024: Medalha de Prata

### Prêmios individuais
- 60 jovens promessas do futebol mundial de 2020 (The Guardian)[80]
- Time do Ano da Ligue 1: 2024–25
- Time da Temporada da Liga Europa: 2024–25
- Melhor Jogador Jovem da Liga Europa da UEFA de 2024–25

### Líder em Assistências
- Ligue 1: 2024–25 (11 assistências)
- Liga Europa: 2024–25 (8 assistências)